# 萬歲大眼蟹
萬歲大眼蟹（学名：Macrophthalmus banzai）为沙蟹總科大眼蟹科大眼蟹屬的动物。發現於日本，分布於日本、台灣、香港及中國山東等地。

## 外部連結
維基物種上的相關：萬歲大眼蟹